# 朱程波
朱程波（1964年9月—）是一位新加坡华人数学家。

## 生平
1964年出生于浙江宁波鄞县，1980年毕业于鄞州中学，1984年毕业于浙江大学数学系，同年作为“陈省身项目”全国选出的十五位学生之一赴美留学，1990年毕业于耶鲁大学，1991年进入新加坡国立大学任职，1995年加入新加坡国籍。后担任新加坡数学会会长，新加坡国立大学数学系系主任。

## 荣誉
2014年被选为新加坡国家科学院院士。